# Иваницкий, Александр Валентинович
Александр Валентинович Иваницкий (19 февраля 1938 — 1 мая 1985) — советский хозяйственный, государственный и политический деятель.

## Биография
Родился в 1938 году в селе Полтавка. Член КПСС.
С 1961 года — на хозяйственной, общественной и политической работе. В 1961—1985 гг. — мастер, прораб строительного управления № 6 треста «Магнитострой», главный технолог треста, начальник строительного управления № 21 треста «Бурукталникельстрой», главный инженер, начальник Ульяновского домостроительного комбината, заместитель начальника Главульяновскстроя, председатель исполкома Ульяновского городского Совета народных депутатов, секретарь Ульяновского областного комитета КПСС.
Избирался депутатом Верховного Совета РСФСР 10-го созыва.
Скоропостижно скончался в Ульяновске в 1985 году.

## Награды
Награждён орденами Трудового Красного Знамени и «Знак Почёта», медалью «За доблестный труд. В ознаменование 100-летия со дня рождения В.И. Ленина».

## Память
- Почётный гражданин Ульяновска (посмертно) (28.09.2013)[2].
- 5.05.2014 года на улице Матросова, 5/32 состоялось торжественное открытие мемориальной доски в честь Александра Иваницкого[3][4].